# 407. strelska divizija (ZSSR)
407. strelska divizija (izvirno rusko 407. стрелковая дивизия; kratica 407. SD) je bila strelska divizija Rdeče armade v času druge svetovne vojne.

## Zgodovina
Divizija je bila ustanovljena leta 1941.